# Cheilosia antennalis
Cheilosia antennalis är en tvåvingeart som först beskrevs av Herve-bazin 1929.  Cheilosia antennalis ingår i släktet örtblomflugor, och familjen blomflugor. Inga underarter finns listade i Catalogue of Life.